# Adam Rayner
Adam Rayner es un actor anglo-estadounidense, más conocido por interpretar a Barry Al-Fayeed en la serie Tyrant.

## Biografía
Adam es hijo de madre estadounidense y padre británico, por lo que tiene la doble nacionalidad. 
En 1995 se graduó del Wymondham College.
Adam sale con la actriz Lucy Brown; la pareja tuvo un hijo juntos, Jack, nacido el 28 de diciembre de 2014, y una hija, Annie Rose, nacida el 11 de julio de 2017.

## Carrera
En el 2008 se unió al elenco de la serie británica Mistresses donde interpretó a Dominic Montgomery, un compañero de trabajo de la abogada Siobhan Dillon (Orla Brady), con quien tiene una breve aventura, hasta el final de la serie en el 2010, luego de que Siobhan y Dominic finalmente terminaran juntos.
En el 2010 se unió al elenco principal de la serie Hawthorne donde dio vida al doctor Steve Shaw, hasta el 2011.
En el 2012 se unió al elenco principal de la serie de espías Hunted donde interpretó al agente Aidan Marsh.
En el 2014 se unió al elenco principal de la serie Tyrant donde interpreta a Bassam "Barry" Al-Fayeed, el hijo menor de un infame tirano de Oriente Medio, que se ve obligado a regresar y quedarse en el oriente luego de la muerte de su padre, hasta ahora.
En el 2017 dio vida a Simon Templar en la película para la televisión The Saint.

## Filmografía

### Series de televisión
| Año             | Título                        | Personaje                | Notas                                        |
| --------------- | ----------------------------- | ------------------------ | -------------------------------------------- |
| 2014 - presente | Tyrant                        | Bassam "Barry" Al-Fayeed | 22 episodios                                 |
| 2010, 2013      | Miranda                       | Doctor Gail              | 2 episodios                                  |
| 2012            | Hunted                        | Aidan Marsh              | 10 episodios                                 |
| 2012            | Undercovers                   | Tomas Hauptman           | episodio "Dark Cover"                        |
| 2011            | Dragon Age: Redemption        | Cairn                    | 6 episodios                                  |
| 2010 - 2011     | Hawthorne                     | Dr. Steve Shaw           | 20 episodios                                 |
| 2011            | Waking the Dead               | Piers Kennedy            | 2 episodios                                  |
| 2008 - 2010     | Mistresses                    | Dominic Montgomery       | 16 episodios                                 |
| 2008            | Doctor Who                    | Roger Curbishley         | episodio "The Unicorn and the Wasp"          |
| 2005, 2007      | Sensitive Skin                | Greg                     | 3 episodios                                  |
| 2006            | The Line of Beauty            | Ricky                    | episodio "To Whom Do You Beautifully Belong" |
| 2005            | Vincent                       | James O'Connor           | episodio # 1.2                               |
| 2004            | Making Waves                  | Lt. Sam Quartermaine     | episodio # 1.2                               |
| 2003            | At Home with the Braithwaites | Nick Bottomley           | episodio # 4.1                               |
| 2021            | Superman & Lois               | Morgan Edge              | Elenco principal                             |

### Películas
| Año  | Título               | Personaje       | Notas |
| ---- | -------------------- | --------------- | --- |
| 2017 | The Saint            | Simon Templar   | junto a Thomas Kretschmann, Roger Moore, Michael Ornstein, Enrique Murciano, Greg Grunberg, Beatrice Rosen y Eliza Dushku |
| 2015 | Tracers              | Miller          | junto a Taylor Lautner y Marie Avgeropoulos                                                                               |
| 2014 | Revenge of the Whale | Capitán Pollard | junto a Martin Sheen y Jonas Armstrong}                                                                                   |

### Teatro
| Año         | Obra                   | Personaje     | Director (a)     | Teatro            | Notas                   |
| ----------- | ---------------------- | ------------- | ---------------- | ----------------- | ----------------------- |
| 2006 - 2007 | Much Ado About Nothing | Conde Claudio | Marianne Elliott | Swan Theatre      | junto a Morven Christie |
| 2005        | Postman Rings Twice    | Barlow        | -                | Playhouse Theatre | -                       |